# Église de Kytäjä
L'église de Kytäjä (finnois : Kytäjän kirkko), est une église luthérienne construite dans le quartier Kytäjä d'Hyvinkää en Finlande,.

## Architecture
L'église, construite en briques crépies en 1939, est conçue dans un style classique par l'architecte Väinö Vähäkallio, alors propriétaire du manoir de Kytjä.
L'église a une superficie de 326 mètres carrés et dispose de 180 sièges
Sur la chaire une peinture de Kaapo Wirtanen représentant les apôtres.
Le Museovirasto l'a classé parmi les sites culturels construits d'intérêt national en Finlande.